# Ulster Resistance

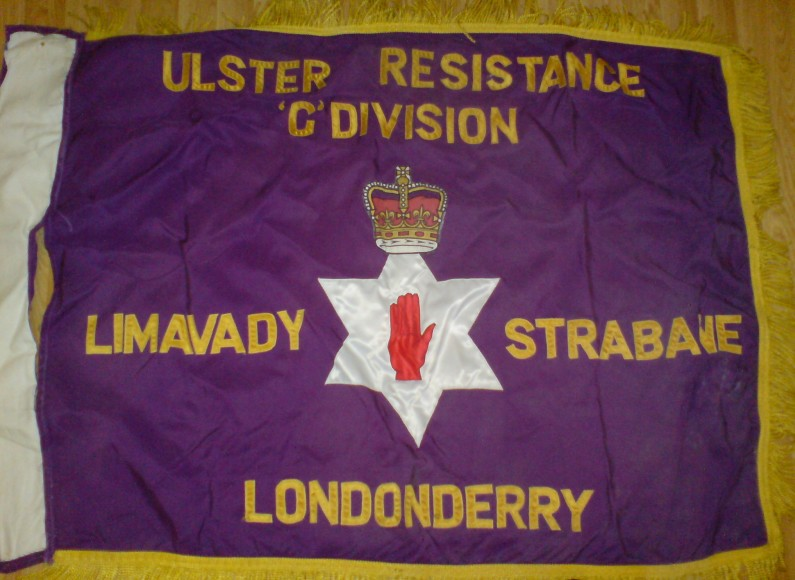
Drapeau de la division 'C' de l'Ulster Resistance

L'Ulster Resistance (français : Résistance d'Ulster) est un groupe paramilitaire loyaliste nord-irlandais fondé le 10 novembre 1986 par Ian Paisley, Peter Robinson et Ivan Foster. Lié à ses débuts au Democratic Unionist Party, il s'oppose à l'Anglo-Irish Agreement. Il disparait à la fin des années 1980, certains de ses membres se reconstituant au sein d'un groupe nommé Resistance.
Résultat de la fusion officieuse de Third Force et des Ulster Clubs et recrutant dans la classe moyenne, l'organisation se veut être un groupe armé citoyen légal. En 1987, des membres de l'Ulster Resistance avec l'Ulster Defence Association et l'Ulster Volunteer Force se procurent des armes (autour de 200 AK-47, 90 Browning 9 mm, 500 grenades, des lance-roquettes RPG-7 et 10 000 munitions) en Afrique du Sud avec l'argent d'un braquage.